# Oxalis alvimii
Oxalis alvimii är en harsyreväxtart som beskrevs av A. Lourteig. Oxalis alvimii ingår i släktet oxalisar, och familjen harsyreväxter. Inga underarter finns listade i Catalogue of Life.